# Tennis op de Olympische Zomerspelen 1920
Tennis is een van de sporten die beoefend werden tijdens de Olympische Zomerspelen 1920 in Antwerpen.

## Medailles

### Medaillewinnaars
| Onderdeel          | Goud | Goud                         | Zilver | Zilver                           | Brons | Brons                            |
| ------------------ | ---- | ---------------------------- | ------ | -------------------------------- | ----- | -------------------------------- |
| Mannenenkelspel    | RSA  | Louis Raymond                | JPN    | Ichiya Kumagae                   | RSA   | Charles Winslow                  |
| Vrouwenenkelspel   | FRA  | Suzanne Lenglen              | GBR    | Dorothy Holman                   | GBR   | Kitty McKane                     |
| Mannendubbelspel   | GBR  | Noel Turnbull Max Woosnam    | JPN    | Ichiya Kumagae Seiichiro Kashio  | FRA   | Pierre Albarran Max Décugis      |
| Vrouwendubbelspel  | GBR  | Kitty McKane Winifred McNair | GBR    | Geraldine Beamish Dorothy Holman | FRA   | Élisabeth d'Ayen Suzanne Lenglen |
| Gemengd dubbelspel | FRA  | Suzanne Lenglen Max Décugis  | GBR    | Kitty McKane Max Woosnam         | TCH   | Milada Skrbková Ladislav Žemla   |

### Medaillespiegel
| rang   | land              | goud | zilver | brons | totaal |
| ------ | ----------------- | ---- | ------ | ----- | ------ |
| 1      | Groot-Brittannië  | 2    | 3      | 1     | 6      |
| 2      | Frankrijk         | 2    | 0      | 2     | 4      |
| 3      | Zuid-Afrika       | 1    | 0      | 1     | 2      |
| 4      | Japan             | 0    | 2      | 0     | 2      |
| 5      | Tsjecho-Slowakije | 0    | 0      | 1     | 1      |
| totaal | totaal            | 5    | 5      | 5     | 15     |

Athene 1896 · 
Parijs 1900 · 
St. Louis 1904 · 
Athene 1906 ·
Londen 1908 · 
Stockholm 1912 · 
Antwerpen 1920 · 
Parijs 1924 · 
Mexico-stad 1968 (demonstratie) · 
Los Angeles 1984 (demonstratie) · 
Seoel 1988 · 
Barcelona 1992 · 
Atlanta 1996 · 
Sydney 2000 · 
Athene 2004 · 
Peking 2008 · 
Londen 2012 · 
Rio de Janeiro 2016  · 
Tokio 2020  · 
Parijs 2024  · 
Los Angeles 2028 
Medaillewinnaars
Atletiek · Boksen · Boogschieten · Gewichtheffen · Hockey · Kunstrijden · Kunstwedstrijden · Moderne vijfkamp · Paardensport · Polo · Roeien · Rugby · Schermen · Schietsport · Schoonspringen · Tennis · Touwtrekken · Turnen · Voetbal · Waterpolo · Wielersport · Worstelen · IJshockey · Zeilen · Zwemmen